# Realeza
Realeza là một đô thị thuộc bang Paraná, Brasil. Đô thị này có diện tích 353,415 km², dân số năm 2007 là 16276 người, mật độ 43 người/km².